# Clear Lake (Illinois)
Clear Lake è un villaggio degli Stati Uniti d'America, situato nello Stato dell'Illinois, nella contea di Sangamon.